# OSG3 (航空機)
大西 OSG3
- 用途：自作航空機
- 分類：単座モーターグライダー
- 設計者：大西勇一
- 製造者：大西勇一
- 運用者：大西勇一
- 初飛行：1977年3月12日
- 生産数：1機
- 退役：1977年
- 運用状況：退役
- ユニットコスト：50万円弱

OSG3は、大西勇一によって設計・製作された、1970年代の日本の単座モーターグライダー。OX-6型とも呼ばれる。初めて飛行に至った日本製6発機とされる。

## 設計と経緯
OSG3は、6基の模型航空機用エンジンを動力源とする点を特徴としており、これらは機首近くを基部とする横方向に延びるブーム上に平行して配置され、ブームはストラットで支えられている。エンジンは6基合わせて、離陸時には10.1 hp（7.5 kW）、巡航時には7.5 hp（5.6 kW）の出力を発揮する。これらのエンジンには、スロットルレバーとカットアウトスイッチが6基ずつ備わっている。OSG3は高翼機で、胴体の上側に片持ち式単葉の主翼を持つ。尾翼の構成はT字尾翼である。翼はヒノキ製の桁にバルサおよびフィルム張り、胴体は鋼管骨組に網張りだった。材料費は50万円弱。
OSG3の設計は1976年（昭和51年）1月に開始され、同年7月には製作が始められた。1977年（昭和52年）1月には機体が完成し地上滑走試験が行われ、同年3月12日には館林飛行場で計15分間、最大高度5 mの初飛行を実施した。低出力のエンジンで飛行させる代償として機体構造には脆弱性があり、飛行はこの1度のみとされた。後に与えられた機体記号は「JX0013」。
なお、OSG3は大西が設計した2機目のモーターグライダーである。最初の機体は、スバル車のエンジンを動力とする高翼単葉機「OX5 スバルプレン」で、大西は1970年（昭和45年）7月に茅ヶ崎から伊豆大島までの120 km（75 mi）の飛行を行った。

## 諸元・性能
出典：「Jane's all the world's aircraft 1977-78」、「夢の6発機、ついに浮上す」、「Gliders & sailplanes of the world」
諸元
- 乗員：1名
- 全長：6.5 m（21 ft 4 in）
- 翼幅：14.1 mあるいは14.6 m（47 ft 11 in）
- 全高：1.6 m（5 ft 3 in）
- 翼面積：17.2 m2（185 sq ft）
- アスペクト比：11.6
- 翼型：Göttingen 535改修
- 空虚重量：65 kg（143 lb）
- 総重量：135 kg（298 lb）
- エンジン：小川精機 OS-60FSR 10cc2ストロークグローエンジン （1.5 hp（1.12 kW）あるいは1.7 hp） × 6
- プロペラ：2翅、0.3 m（1 ft）径

性能
- 巡航速度：39 km/h（24 mph、21 kn）
- 失速速度：34 km/h（21 mph、18 kn）